# Cynthia Turner
Cynthia Turner (* 1932 in Valletta; † 1. Februar 2021 in Msida) war eine maltesische Pianistin. Sie gehörte zu den bekanntesten und renommiertesten Pianistinnen der Inselrepublik.

## Leben
Turner absolvierte ein Klavierstudium an der Royal Academy of Music in London. In ihrer weiteren Laufbahn vertiefte sie ihre Klaviertechnik bei Wladimir Horbowski, Carlo Zecchi und Francis Poulenc.
Bekannt wurde Turner insbesondere durch ihren Auftritt im Rahmen des ersten Besuchs der Königin Elisabeth II. nach der Unabhängigkeit Maltas am 15. November 1967 im Teatru Manoel, wobei sie das Klavierkonzert von Poulenc vortrug. Während ihres Lebens absolvierte sie zahlreiche Auftritte im In- und Ausland, darunter in Ägypten, Deutschland, Frankreich, Italien, Luxemburg und im Vereinigten Königreich. Auch im Rundfunk und Fernsehen von Malta waren ihre Darbietungen zu hören. Ihre Auftritte im Teatru Manoel sollen meist ausverkauft gewesen sein.
Am 1. Februar 2021 verstarb Turner im Mater Dei Hospital in Msida mit einer COVID-19-Erkrankung im Alter von 88 Jahren. Ursprünglich war sie dort wegen eines Knochenbruchs an Hüfte und Handgelenk behandelt worden. Sie war mit Anthony Caruana verheiratet und hinterließ zwei Kinder sowie fünf Enkelkinder.

## Ehrungen
Turner war Chevalier dans l’Ordre des Palmes Académiques. 2004 wurde ihr zudem der maltesische National Order of Merit zuerkannt.